# 森林貴彦
森林 貴彦（もりばやし たかひこ、1973年6月7日 - ）は、東京都渋谷区出身の高校野球指導者。小学校教諭。慶應義塾高等学校硬式野球部監督、慶應義塾幼稚舎教諭。
父は株式会社モリバヤシ代表取締役社長の森林和彦。

## 経歴
東京都渋谷区生まれ。慶應義塾普通部、慶應義塾高等学校、慶應義塾大学法学部法律学科卒業。
現役時代には、遊撃手として活躍し、大学進学後は大学野球部には入部せずに学生コーチとして、慶應義塾高校で指導。
大学卒業後はNTTで一般のサラリーマンとして勤務。その後、高校野球の指導者を志し3年で退職。社会人1年目から高校野球指導者を志し退職を検討していたという。
NTT退職後は、筑波大学に入学。1年目は学部の授業に出席し、大学院の社会人入試に合格したため、2年目から大学院体育研究科コーチ学専攻へ進学。大学院ではコーチング論研究室に所属しコーチングを学ぶ。筑波大学には3年間在籍し修士号を取得。修士論文のタイトルは「主観的努力度の変化が野球のピッチングパフォーマンスに及ぼす影響」。筑波大学在学中は、つくば秀英高校野球部でコーチを務めた経歴を持つ。
筑波大学で中学・高校の保健体育の教員免許を取得後、慶應義塾幼稚舎の体育科講師に着任。翌年、明星大学通信教育課程で小学校教員免許を取得し、慶應義塾幼稚舎の専任教諭となる。
2012年から慶應義塾高校野球部助監督を兼務し、2015年8月に同監督に就任。2018年春には9年ぶりの選抜大会に出場し、同年夏にも10年ぶりに選手権大会に出場している。
2023年夏の第105回全国高等学校野球選手権大会では、慶應義塾高校野球部監督として、同校を107年ぶり2回目の優勝に導いた。

## 著書
- 『Thinking Baseball: 慶應義塾高校が目指す“野球を通じて引き出す価値”』（2020年10月16日、東洋館出版社、ISBN 978-4491041025）

## 著名な教え子
- 佐藤友亮（学生コーチ時代 [10]）
- 白村明弘
- 山本泰寛
- 矢崎拓也
- 津留﨑大成
- 柳町達
- 植田将太
- 木澤尚文
- 正木智也
- 松田和佳
- 廣瀨隆太[11]